# Championnat des Flandres 2016
Le Championnat des Flandres 2016 est une course d'un jour de catégorie 1.1 disputé le 16 septembre autour de Koolskamp en Belgique. 
C'est la 7e course de la Coupe de Belgique 2016.

## Présentation

### Équipes[1]
| WorldTeams (4)- Etixx-Quick Step - Lotto-Soudal - AG2R La Mondiale - Lotto NL-Jumbo Équipes continentales professionnelles (6)- ONE Pro Cycling - Roompot-Oranje Peloton - Stölting Service Group - Topsport Vlaanderen-Baloise - Wanty-Groupe Gobert - Wilier Triestina-Southeast Équipes continentales (10)- An Post-ChainReaction - Cibel-Cebon - Crelan-Vastgoedservice - Roubaix Métropole européenne de Lille - Superano Ham-Isorex - Joker Byggtorget - Team3M - Veranclassic-Ago - Verandas Willems - Wallonie Bruxelles-Group Protect |
| |

### Classement général
| \| Classement général \| Classement général \| Classement général \| Classement général \| Classement général \| \| Coureur \| Coureur \| Pays \| Équipe \| Temps \| \| ------------------ \| ------------------ \| ------------------ \| --------------------------- \| ------------------ \| \| 1er \| Timothy Dupont \| Belgique \| Verandas Willems \| 4 h 14 min 03 s \| \| 2e \| Fernando Gaviria \| Colombie \| Etixx-Quick Step \| + 0 s \| \| 3e \| Raymond Kreder \| Pays-Bas \| Roompot-Oranje Peloton \| + 0 s \| \| 4e \| Kenny Dehaes \| Belgique \| Wanty-Groupe Gobert \| + 0 s \| \| 5e \| Kris Boeckmans \| Belgique \| Lotto-Soudal \| + 0 s \| \| 6e \| Bert Van Lerberghe \| Belgique \| Topsport Vlaanderen-Baloise \| + 0 s \| \| 7e \| Amaury Capiot \| Belgique \| Topsport Vlaanderen-Baloise \| + 0 s \| \| 8e \| Roy Jans \| Belgique \| Wanty-Groupe Gobert \| + 0 s \| \| 9e \| Joeri Stallaert \| Belgique \| Cibel-Cebon \| + 0 s \| \| 10e \| Emiel Vermeulen \| Belgique \| Team 3M \| + 0 s \| |                    |          |                             |                 |
| |                    |          |                             |                 |
| Sources : ProCyclingStats Cycling Archives |                    |          |                             |                 |
| Classement général |                    |          |                             |                 |
| Coureur | Coureur            | Pays     | Équipe                      | Temps           |
| 1er | Timothy Dupont     | Belgique | Verandas Willems            | 4 h 14 min 03 s |
| 2e | Fernando Gaviria   | Colombie | Etixx-Quick Step            | + 0 s           |
| 3e | Raymond Kreder     | Pays-Bas | Roompot-Oranje Peloton      | + 0 s           |
| 4e | Kenny Dehaes       | Belgique | Wanty-Groupe Gobert         | + 0 s           |
| 5e | Kris Boeckmans     | Belgique | Lotto-Soudal                | + 0 s           |
| 6e | Bert Van Lerberghe | Belgique | Topsport Vlaanderen-Baloise | + 0 s           |
| 7e | Amaury Capiot      | Belgique | Topsport Vlaanderen-Baloise | + 0 s           |
| 8e | Roy Jans           | Belgique | Wanty-Groupe Gobert         | + 0 s           |
| 9e | Joeri Stallaert    | Belgique | Cibel-Cebon                 | + 0 s           |
| 10e | Emiel Vermeulen    | Belgique | Team 3M                     | + 0 s           |

## UCI Europe Tour
Le Championnat des Flandres 2016 est une course faisant partie de l'UCI Europe Tour 2016 en catégorie 1.1, les 25 meilleurs temps du classement final emporte donc de 125 à 3 points.
| Position | 1er | 2e | 3e | 4e | 5e | 6e | 7e | 8e | 9e | 10e | 11e | 12e | 13e | 14e | 15e | 16e | 17e | 18e | 19e | 20e | 21e | 22e | 23e | 24e | 25e |
| -------- | --- | -- | -- | -- | -- | -- | -- | -- | -- | --- | --- | --- | --- | --- | --- | --- | --- | --- | --- | --- | --- | --- | --- | --- | --- |
| PTS UCI  | 125 | 85 | 70 | 60 | 50 | 40 | 35 | 30 | 25 | 20  | 15  | 10  | 5   | 5   | 5   | 3   | 3   | 3   | 3   | 3   | 3   | 3   | 3   | 3   | 3   |